# Dani hrvatske male brodogradnje
Dani hrvatske male brodogradnje su hrvatska nacionalna nautička smotra. Na Danima se predstavlja i širem tržištu nudi najbolje od hrvatske proizvodnje plovila, nautičke i plovne i ribolovne opreme. Dio programa su premijere plovila, probne i testne vožnje, stručni skupovi, inovacije unutar hrvatske brodograđevne industrije. Smotrom Dana hrvatske male brodogradnje osnivači žele naglasiti sve prednosti kupnje domaćih hrvatskih plovila i nautičkih proizvoda. Od 2015. uz Dane se održava i Sajam turističkih atrakcija. Cilj ove manifestacije je specijalizirana promidžba i plasman cjelokupne palete tradicijskih i suvremenih plovila za sve namjene kao i nautičke opreme proizvedene na području Republike Hrvatske. Posjetiteljima je omogućen besplatan ulaz, a proizvođačima prilagođene cijene izlaganja i testne vožnje, čime je omogućen izravni dodir i znatno bolje upoznavanje s proizvodom. Po tome se razlikuju od sličnih manifestacija jer imaju pristup širem krugu kupaca i interesenata. Dok drugdje domaći proizvođači često teško se odlučuju sudjelovati zbog visokih cijena izlaganja ili nisu u mogućnosti doći do izražaja zbog jake inozemne konkurencije, a posjetitelji zbog visokih cijena ulaza. Na Danima se potiče razmjena iskustava, suradnja među proizvođačima te dijalog s državnim i financijskim ustanovama koje izlagačima mogu pripomoći unaprijediti proizvodnju i poslovanje. Dani hrvatske male brodogradnje održavaju se u travnju u marini hotela Le Meridien Lav u Podstrani. Organizator je tvrtka LIBOR, suorganizatori hotel Le Meridien Lav i marina Lav. Potporu projektu dali su i Udruga malih brodograditelja pri Hrvatskoj gospodarskoj komori koja neprekidno surađuje s organizatorima te Klaster male brodogradnje. Danas se održavaju i uz visoko pokroviteljstvo predsjednice Republike Hrvatske.

## Vanjske poveznice
- Mala brodogradnja Hrvatska tehnička enciklopedija, portal hrvatske tehničke baštine. LZMK